# Biustonosz

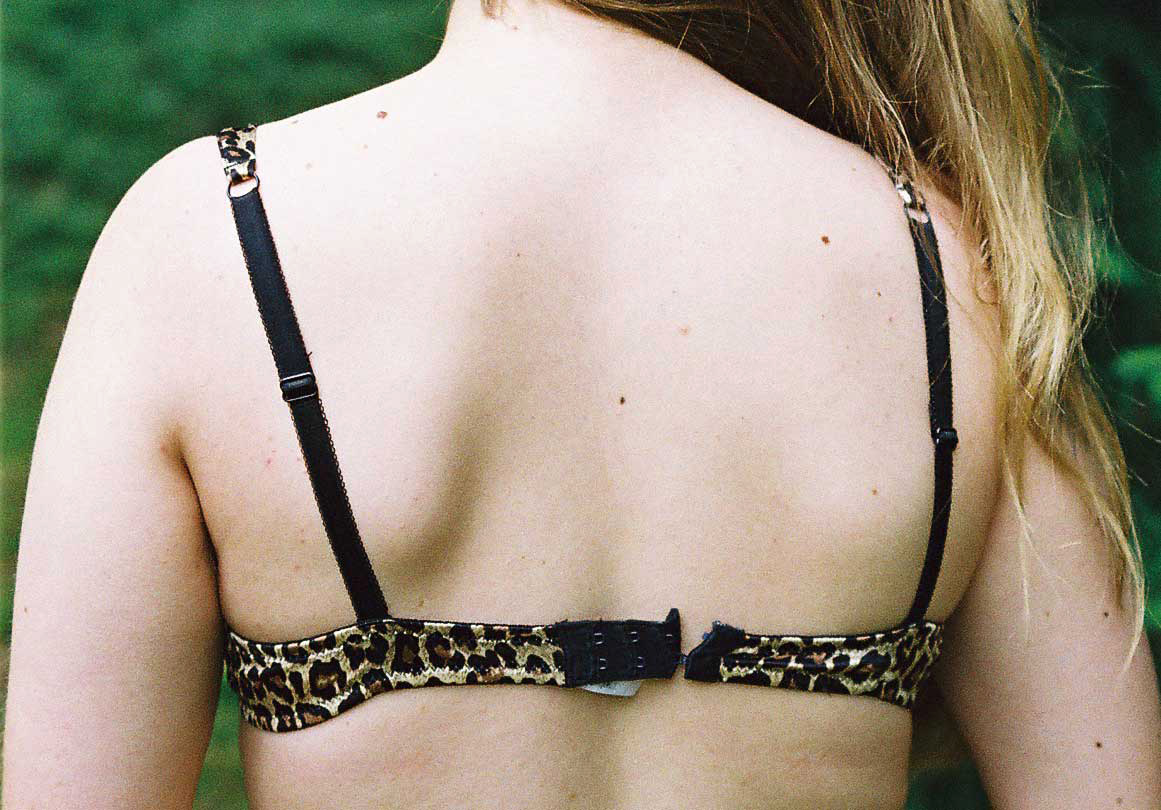
Biustonosz od tyłu

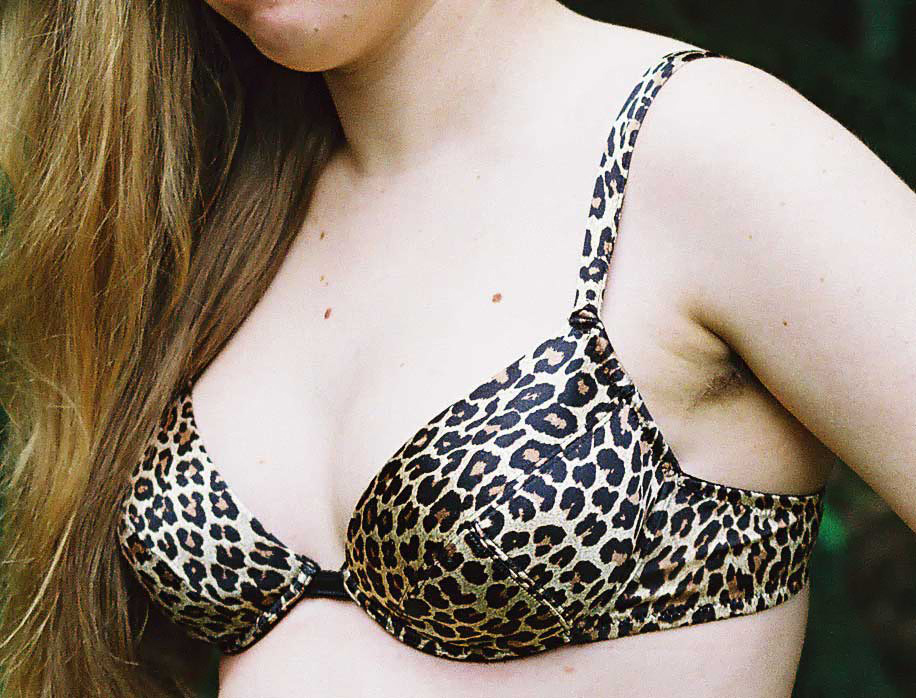
Biustonosz od przodu

Biustonosz lub stanik – rodzaj bielizny dla kobiet służącej do przykrycia i podtrzymywania piersi.

## Historia

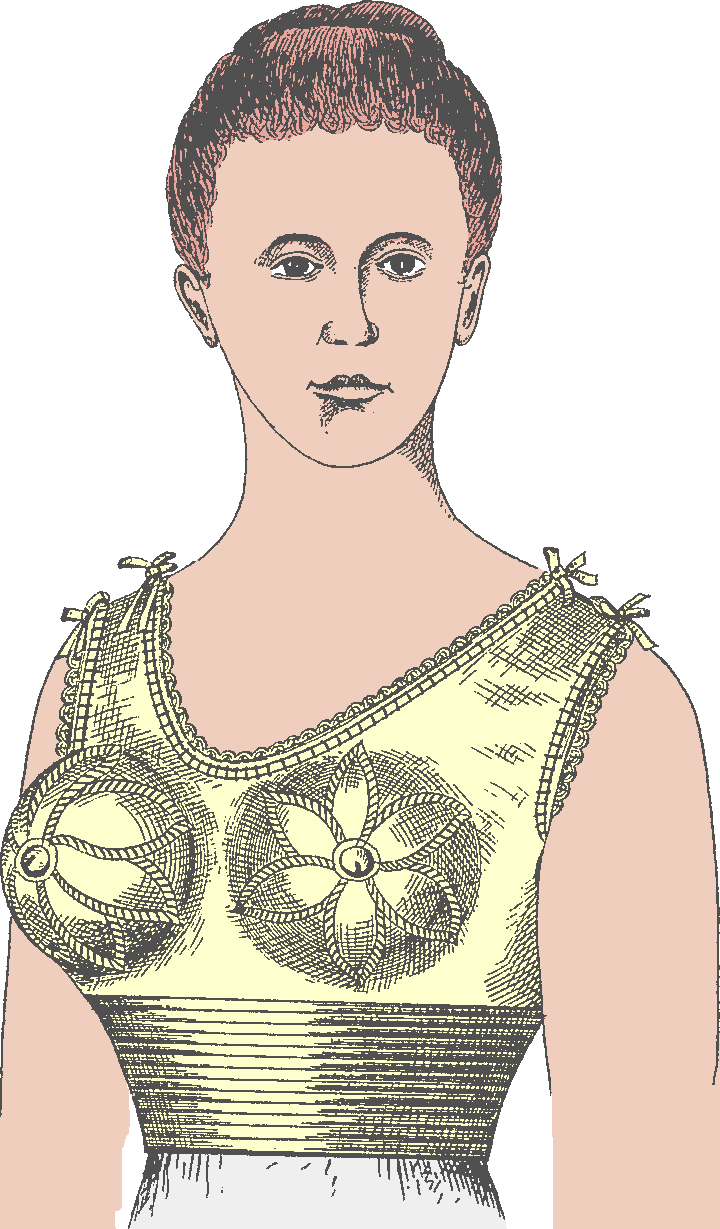
Amerykański patent na biustonosz z 1893

Pierwsze biustonosze powstały w starożytnej Grecji. Z uwagi na odczuwaną przez kobiety bolesność piersi podczas uprawiania sportu, w greckich państwach-miastach, w których kobietom wolno było uprawiać sport, np. w Sparcie, opracowano podtrzymujące piersi opaski zwane apodesmos (noszone pod ubraniem), strophion (noszone na ubraniu) oraz ich węższe odpowiedniki, będące tylko wąskimi wstążkami wiązanymi wokół piersi anamakhalistekr i mastodeton.
W Europie biustonosze były znane już przynajmniej w XV wieku, w 2008 w czasie badań w zamku Lengberg w Tyrolu odkryto cztery lniane biustonosze. Dwa z nich miały wygląd zbliżony do obecnych staników.
W 1889 Francuzka Herminie Cadolle opracowała biustonosz, dwuczęściową bieliznę, nazwaną przez nią le bien-être. Niższa część była gorsetem, a wyższa podtrzymywała piersi za pomocą pasków naramiennych. Już w 1905 górna część była sprzedawana osobno jako soutien-gorge („podtrzymywacz piersi”). Założona przez Herminie firma Cadolle istnieje do tej pory.
Pierwszy współczesny odpowiednik biustonosza został opatentowany w 1910 przez Mary Phelps Jacob.
Rewolucyjną konstrukcją był biustonosz zaprojektowany w 1943 przez Howarda Hughesa specjalnie dla Jane Russell do filmu Wyjęty spod prawa (The Outlaw). Specjalnie wzmocnione miseczki podnosiły i rozdzielały piersi, a sam biustonosz stał się wzorem dla wielu współczesnych modeli.

## Medycyna a biustonosze
Wbrew często spotykanym mitom, noszenie biustonosza nie powoduje raka piersi. Teza głosząca, że kobiety noszące ciasne biustonosze są bardziej narażone na raka została po raz pierwszy opublikowana w 1995 w książce „Dressed to Kill”, ale nie znajduje ona potwierdzenia w żadnych badaniach naukowych.
Źle dobrany, zbyt mały stanik może mieć jednak negatywny wpływ na zdrowie kobiety. Około siedemdziesiąt procent kobiet noszących nieodpowiednie staniki odczuwa bóle piersi czy kręgosłupa, ciasny biustonosz może powodować ucisk na nerwy międzyżebrowe lub nerwy przebiegające w tkance piersi, powodując ból, a także powodując dolegliwości barków, ramion i karku, bóle głowy i bóle pleców.
Według niektórych badań naukowych noszenie biustonosza powoduje opadanie piersi. Nowojorski ginekolog Niels Lauersen uważa, że noszenie biustonosza może spowodować atrofię mięśni klatki piersiowej z braku czynności i w związku z tym przyspieszyć opadanie piersi wraz z wiekiem, nie podaje jednak w swoim opracowaniu żadnych badań potwierdzających tę tezę. Inne publikacje oparte na badaniach brytyjskiej badaczki Joanny Scurr zajmującej się biomechaniką piersi, wskazują, że mięśnie klatki piersiowej nie podtrzymują piersi (jedynymi strukturami podtrzymującymi piersi są skóra i tkanka łączna). Opublikowane w 2013 piętnastoletnie badania naukowe wskazują na to, że noszenie biustonoszy powoduje opadanie piersi i jest powiązane z bólem pleców.
Z badań wynika, że problem bólu piersi w trakcie uprawiania ćwiczeń fizycznych dotyczy ponad połowy kobiet.

## Rozmiary, odmiany i konstrukcja

### Rozmiary
Rozmiar biustonosza określany jest za pomocą kombinacji liczb i liter. Liczba oznacza obwód biustonosza, litera określa rozmiar miseczki.
Obwód biustonosza dobiera się, mierząc bardzo ciasno obwód klatki piersiowej pod biustem, a następnie zaokrąglając go w dół co najmniej o 5 cm (np. 77 do 70 cm). Generalnie pomiaru dokonuje się na wydechu, jednakże warto powtórzyć pomiar również na wdechu. Znaczna różnica w pomiarze, gdy przy wdechu obwód pod biustem jest większy niż przy wydechu, oznacza przypadek oddychania przeponą (przy wdechu żebra się rozszerzają, a obwód powiększa). W tym wypadku warto rozważyć większy rozmiar obwodu pod biustem, aby stanik nie uciskał.
W różnych krajach obwody staników oznaczane są w różny sposób – w numeracji europejskiej kolejne obwody rosną co 5 cm. W krajach takich, jak Wielka Brytania, USA, Francja, Włochy, Australia – stosowane są inne metody oznaczenia obwodów.
| Europa | Wielka Brytania i USA | Francja | Włochy | Australia |
| ------ | --------------------- | ------- | ------ | --------- |
| 55     | 26                    | 70      |        |           |
| 60     | 28                    | 75      |        | 6         |
| 65     | 30                    | 80      |        | 8         |
| 70     | 32                    | 85      | 1      | 10        |
| 75     | 34                    | 90      | 2      | 12        |
| 80     | 36                    | 95      | 3      | 14        |
| 85     | 38                    | 100     | 4      | 16        |
| 90     | 40                    | 105     |        | 18        |
| 95     | 42                    | 110     |        |           |
| 100    | 44                    | 115     |        |           |
| 105    | 46                    | 120     |        |           |
| 110    | 48                    | 125     |        |           |
| 115    | 50                    | 130     |        |           |
| 120    | 52                    | 135     |        |           |
| 125    | 54                    | 140     |        |           |
| 130    | 56                    | 145     |        |           |

Wielkość miseczki jest wynikiem odejmowania: obwód w biuście – rozmiar pod biustem. Przy ustalaniu wielkości miseczki używa się następującej tabeli:
| Różnica obwodów | Polska | Wielka Brytania        |
| --------------- | ------ | ---------------------- |
| do 7 cm         |        | AAA (do 6,5 cm) lub AA |
| 9 cm            |        | AA                     |
| 11 cm           | AA     | A                      |
| 13 cm           | A      | A (do 11,5 cm) lub B   |
| 15 cm           | B      | B (do 14 cm)           |
| 17 cm           | C      | C (do 16,5 cm) lub D   |
| 19 cm           | D      | D                      |
| 21 cm           | E      | DD                     |
| 23 cm           | F      | DD (do 21,5 cm) lub E  |
| 25 cm           | G      | E (do 24 cm) lub F     |
| 27 cm           | H      | F (do 26,5 cm) lub FF  |
| 29 cm           | I      | FF                     |
| 31 cm           | J      | G                      |
| 33 cm           | K      | G (do 31,5 cm) lub GG  |
| 35 cm           | L      | GG (do 34 cm) lub H    |
| 37 cm           | M      | H (do 36,5 cm) lub HH  |
| 39 cm           | N      | HH                     |
| 41 cm           | O      | J                      |
| 43 cm           | P      | J (do 41,5 cm) lub JJ  |
| 45 cm           | R      | JJ (do 44 cm) lub K    |
| 47 cm           | S      | K (do 46,5 cm)         |

Na przykład: jeśli twój rozmiar pod biustem to 75, a obwód w biuście – 100, 100-75 = 25. Wynik 25 to miseczka F. Zatem twój rozmiar biustonosza to 75F.
Miseczki w biustonoszach produkcji brytyjskiej zwiększają się wraz ze wzrostem obwodu w biuście o cal (2,5 cm), natomiast w biustonoszach produkcji polskiej, czy np. niemieckiej – o 2 cm, stąd między innymi rozbieżności między rozmiarami miseczek europejskich (w tym polskich) i brytyjskich.
W USA rozmiary miseczek odpowiadają brytyjskim o tyle, że miseczka zwiększa się o rozmiar wraz ze wzrostem obwodu w biuście o cal, natomiast oznaczenia literowe są inne niż w stanikach brytyjskich. Brytyjskiej miseczce DD odpowiada amerykańska DD (albo E), brytyjskiemu E odpowiada amerykańskie DDD (albo F), większe miseczki nie są już oznaczane wielokrotnością litery D, tylko pojedynczymi literami, czyli brytyjskie F to amerykańskie G, i tak dalej, przy czym w USA miseczki są oznaczane wyłącznie pojedynczymi literami, poza oczywiście wielokrotnością litery D dla kilku rozmiarów.

Rozmiar miseczki a obwód dla tej samej wielkości biustu

Przyjęta metodologia określania rozmiaru miseczki implikuje fakt, że miseczki biustonoszy o tym samym oznaczeniu literowym, lecz o różnym obwodzie pod biustem mają różną objętość, wzrastającą w miarę wzrostu obwodu. Odwrotnie – biust tej samej wielkości u kobiety szczupłej będzie określony dalszą literą alfabetu (np. 30F) niż u kobiety krępej (38D). Wbrew powszechnemu, błędnemu mniemaniu nie istnieje zatem jeden (określany pojedynczą literą lub cyfrą) uniwersalny rozmiar miseczki klasyfikujący wielkość biustu i rozmiar biustonosza („duża trójka”, „C”).
Na rynku spotyka się także sposób klasyfikowania rozmiarów biustonoszy przez adaptację uproszczonego wymiarowania odzieży – S, M, L, XL. Metodologia ta jako niedokładna i nie odnosząca się do proporcji biustu jest w praktyce całkowicie nieprzydatna.

### Rodzaje biustonoszy
Wyróżnia się następujące rodzaje biustonoszy:
Push up
Z angielskiego „podnosić”, „popychać do góry”, specjalnie wyprofilowany biustonosz podnoszący piersi, które wydają się większe.
Może być z ukrytymi kieszonkami w dolnej części miseczki, wypełnionymi miękkim wkładem z materiału lub silikonu. Mimo tego, że mogą deformować piersi, są najczęstszym wyborem kobiet z małym biustem.
Półusztywniany (semi-padded, semi-soft)
Dolna część biustonosza jest usztywniona delikatną pianką, natomiast górna to najczęściej siateczka lub koronka. Temu krojowi często towarzyszy poziomy szew miski. Krój praktycznie niespotykany poza krajami Europy Wschodniej.
Usztywniany (padded)
Cała miseczka jest usztywniona delikatną pianką gorseciarską.
Miękki (soft)
Miseczki skrojone są z materiału, który swobodnie dopasowuje się do biustu. Najczęściej na fiszbinach (underwire).
Bezszwowy (termicznie formowany, t-shirt bra, kopa, moulded)
Miseczki stanowią całość bez widocznych szwów – są wykonane albo z miękkiej i cienkiej, wyprofilowanej gąbki pokrytej tkaniną, albo z elastycznej, uformowanej w anatomiczny kształt specjalnej tkaniny. Biustonosz taki zazwyczaj zakładany jest pod obcisłe ubrania lub koszulki typu T-shirt.

#### Longline (półgorset)
Stanik z wydłużoną dolną częścią obwodu, który modeluje sylwetkę pod biustem i zapewnia gładkie plecy. Polecany kobietom z dużym biustem, ponieważ rozkłada jego ciężar na większej powierzchni pleców.

### Kroje miseczki
Biustonosze można także kategoryzować według kroju miseczki. Mamy wtedy do czynienia z różnymi fasonami staników.
Balkonetka
Miska skrojona jest z trzech części. Podnosi i zaokrągla piersi, jednocześnie nadając im naturalny kształt. Dobrze nadaje się do bluzek z okrągłym/kwadratowym dekoltem. Jest to zazwyczaj krój bardzo podobny do half-cupa, i różni się głównie tym, że krawędź miseczki jest skrojona bardziej po skosie, a nie idealnie prostospadle do kręgosłupa.
Plunge
Stanik z niskim mostkiem, zbliżający piersi do siebie. Ma to na celu uzyskanie „dolinki”. Charakteryzuje go też ukośny szew miseczek, które są zazwyczaj bardzo płytkie. Noszony do głębokich dekoltów.
Half-cup
Z ang. „pół miseczki”. Ten krój sięga do połowy piersi, jednocześnie nadając im kształt efektownych półkul. Ten efekt uzyskany zostaje dzięki pionowym szwom, zazwyczaj w liczbie 2 lub 3.
Full-cup
Z ang. „pełna miseczka”. Dość mocno zabudowany, z wysokim mostkiem i poziomym szwem. Zazwyczaj miękki, na fiszbinach.
Strapless (bardotka)
Z ang. „bez ramiączek” (bezramiączkowiec). Bardotka jest szczególnym rodzajem biustonosza który wyróżnia się pewnymi stałymi cechami, takimi jak bardzo niskie zabudowanie miseczki, odsłania górną część biustu i pozioma linia miseczek stanika. Specjalna konstrukcja umożliwia dobre podtrzymanie po odpięciu ramiączek. Miseczki tego biustonosza usztywniane są wkładem gorseciarskim i fiszbinami. Zazwyczaj brzeg wykończony jest silikonowym paskiem uniemożliwiającym przesuwanie się. Nazwa bardotka – pochodzi od nazwiska Brigitte Bardot, której charakterystyczny dekolt był paradoksalnie efektem noszenia biustonosza z ramiączkami.
Bandeau
Swoista opaska na biust. Efekt uzyskany dzięki mostkowi dorównującemu wysokością miseczkom. Jeden z najstarszych krojów biustonoszy, pochodzący jeszcze ze starożytnej Grecji. Istnieją biustonosze bandeau z fiszbinami miseczkami, które pokryte warstwą tkaniny zewnętrznej są niewidoczne.
Sportowy
Miękki, zazwyczaj bez fiszbin i gąbek, podobny do topu, chociaż istnieją także wersje z fiszbinami. Mocno trzyma piersi przy ciele poprzez niewielkie ściśnięcie i spłaszczenie. Idealny do uprawiania sportu.
Biustonosz do karmienia (karmnik, nursing bra, maternity bra)
Specjalna konstrukcja tego biustonosza (odpowiednio odpinane miseczki) umożliwiają karmienie piersią bez konieczności zdejmowania stanika. Biustonosz do karmienia zabezpiecza wrażliwe piersi przed otarciami. Działa prozdrowotnie, niweluje bóle kręgosłupa i szyi.
Cupless bra (półbiustonosz)
Biustonosz odsłaniający znaczną część piersi (również brodawki), będący elementem bielizny erotycznej. Ze względu na konstrukcje nie zapewnia w codziennym użytkowaniu wystarczającego podtrzymania i kształtowania.

#### Braletka (Bralette)
od angielskiego bralette, czyli bezfiszbinowy mały top zbudowany najczęściej z trójkątów. Bardziej niż top sportowy przypomina prawdziwy biustonosz i nadaje się doskonale dla bardzo drobnych biustów.
Warto podkreślić, że biustonosze mogą się charakteryzować przynależnością do kilku różnych kategorii – stanik może być miękkim półgorsetem plunge, albo usztywnianą balkonetką push-up.

## Dopasowanie biustonoszy
Staniki różnią się rozciągliwością i długością obwodów, wielkością miseczek, szerokością fiszbinów i długością ramiączek. Wszystkie te elementy wymagają dopasowania – doradztwem w tym zakresie zajmują się osoby które przeszły specjalistyczne szkolenia z tego zakresu. Osoba przeszkolona do dobierania stanika (z reguły kobieta) nazywa się brafitterką.
W Polsce brafittingiem zajmują się przede wszystkim (choć nie wyłącznie) osoby skupione w społecznościach internetowych – istnieją zajmujące się tym tematem fora i blogi tematyczne, takie jak Stanikomania czy Rozmiar.com oraz celebrytki, takie jak Izabela Sakutova. Do największych należy działające na forum gazeta.pl tzw. „Lobby Biuściastych” (wraz z siostrzanym „Lobby Małobiuściastych”). Na wspomnianych forach kobiety wymieniają się informacjami dotyczącymi prawidłowego doboru oraz kupna staników. Polski ruch ma też charakter ruchu społecznikowskiego, dążącego do zmiany zastanej sytuacji. Organizowane są spotkania, na których testowane są różne modele staników czy tworzone są petycje do producentów bielizny o uwzględnienie rzadziej produkowanych rozmiarów. Stopniowo rozwija się sieć sklepów dysponujących szerokim asortymentem rozmiarów – niektóre zakładane są przez członkinie Lobby.

## Dzień bez Stanika
30 maja w niektórych krajach obchodzony jest Dzień bez Stanika, lansowany przez pewne środowiska także w Polsce.

## Galeria

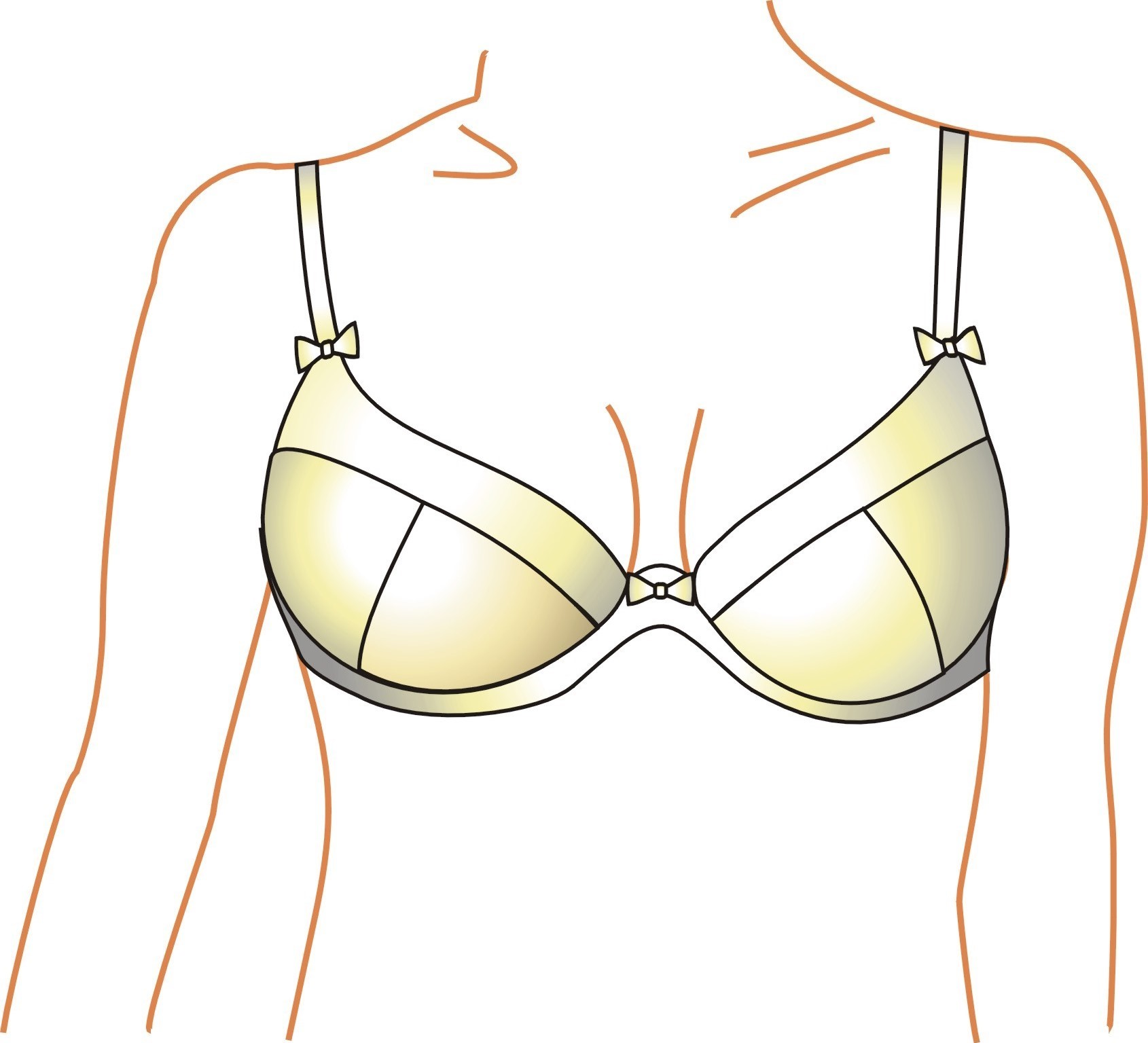
Plunge
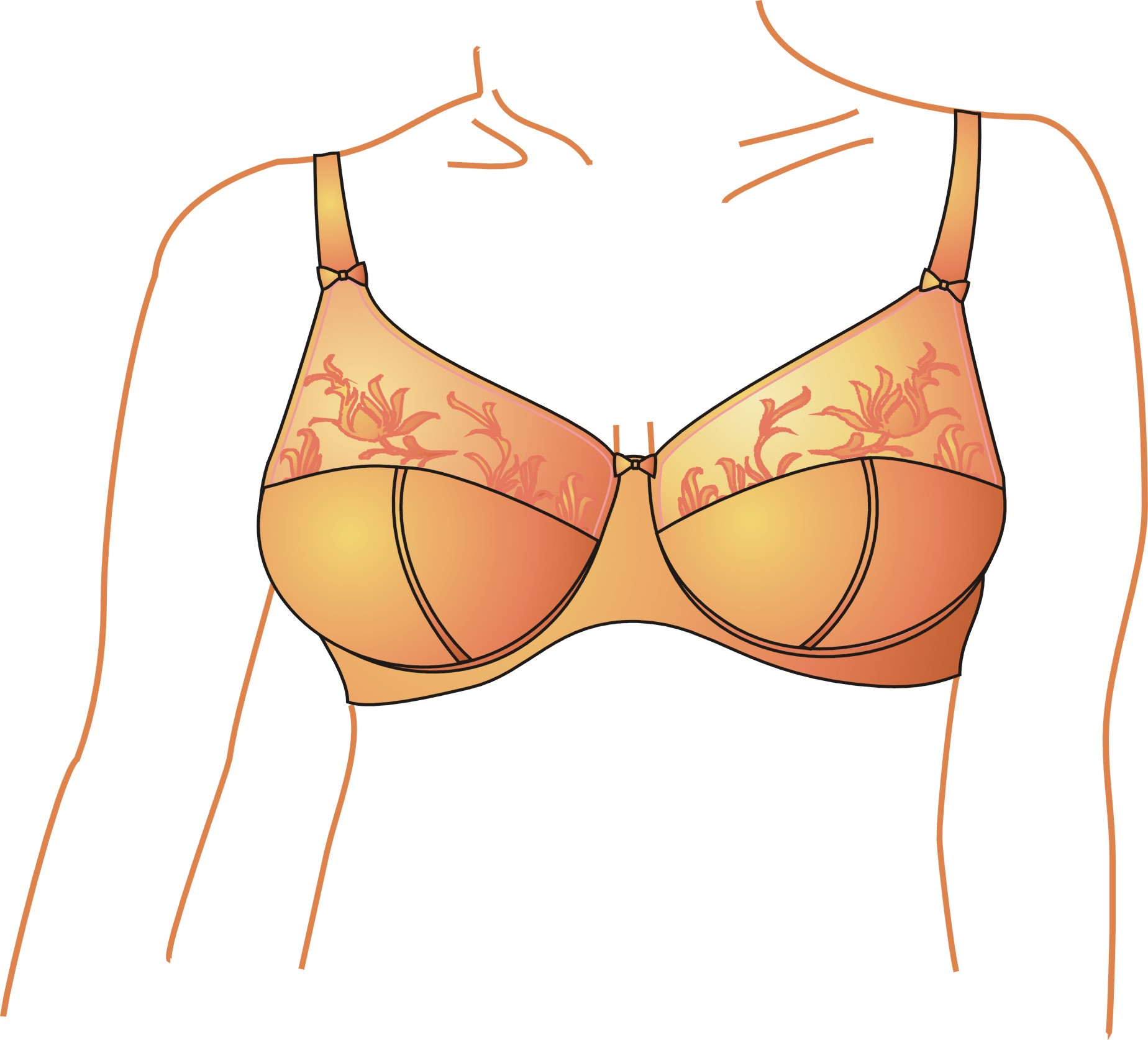
Full-cup
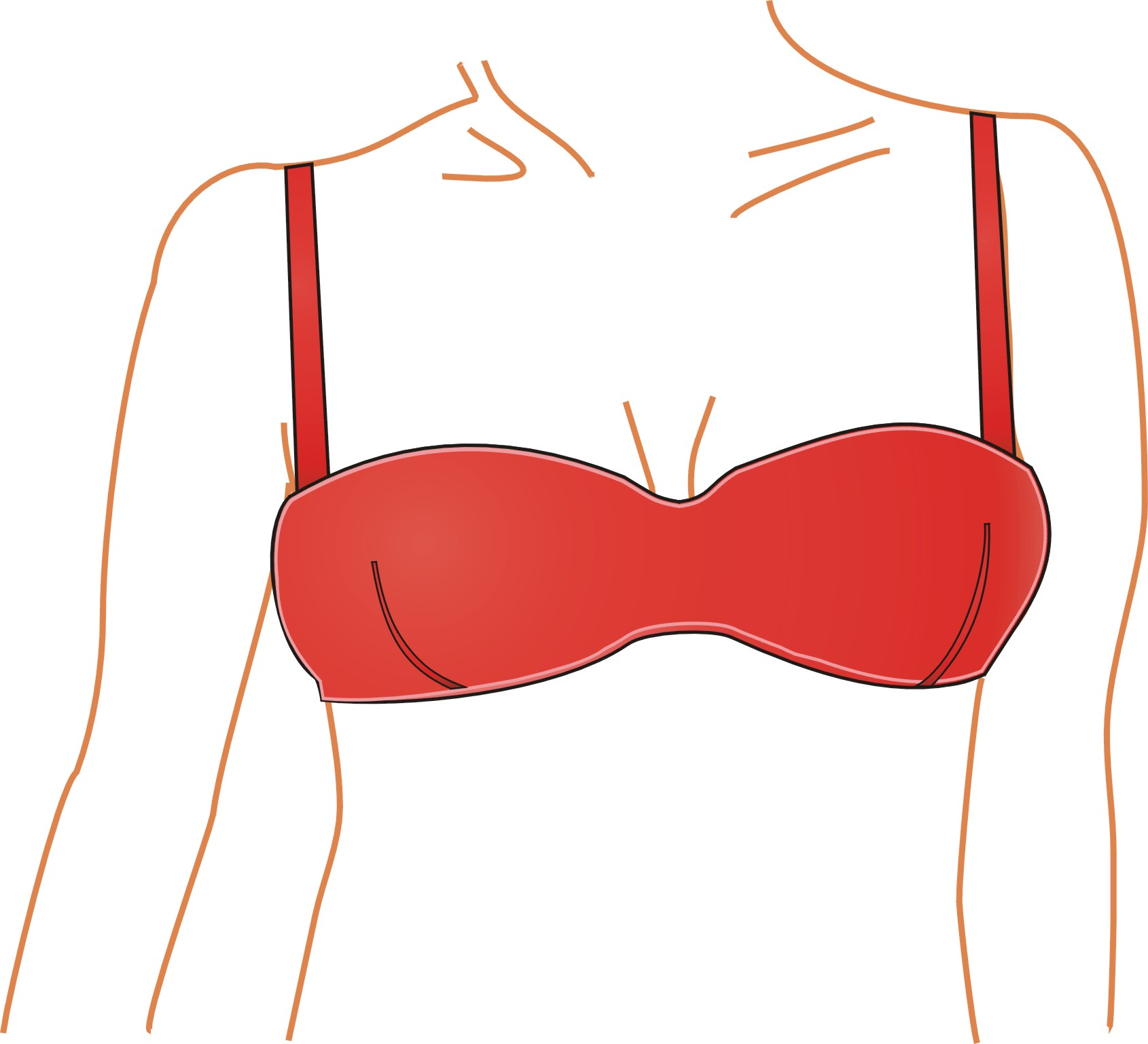
Bandeau
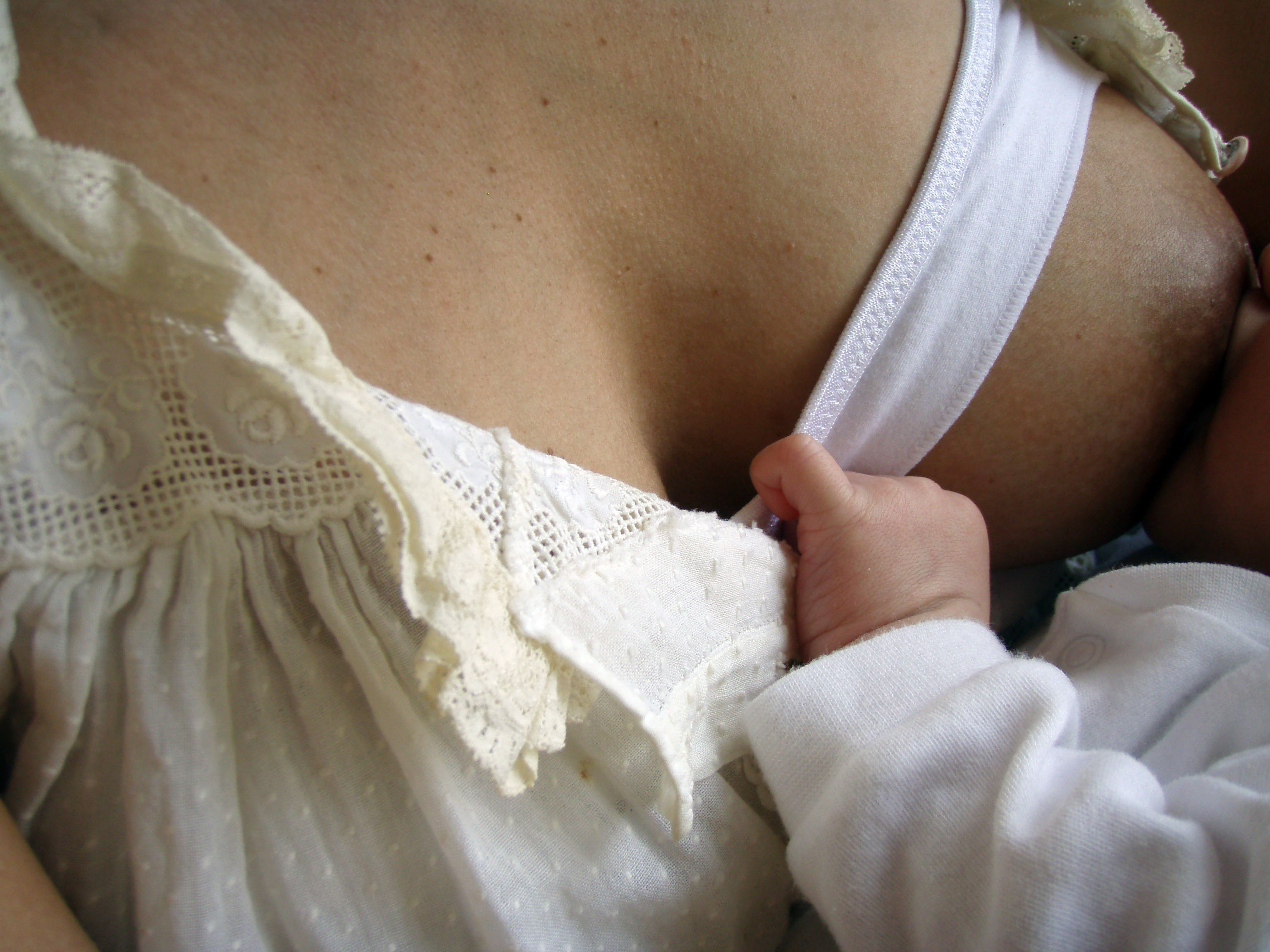
Biustonosz do karmienia
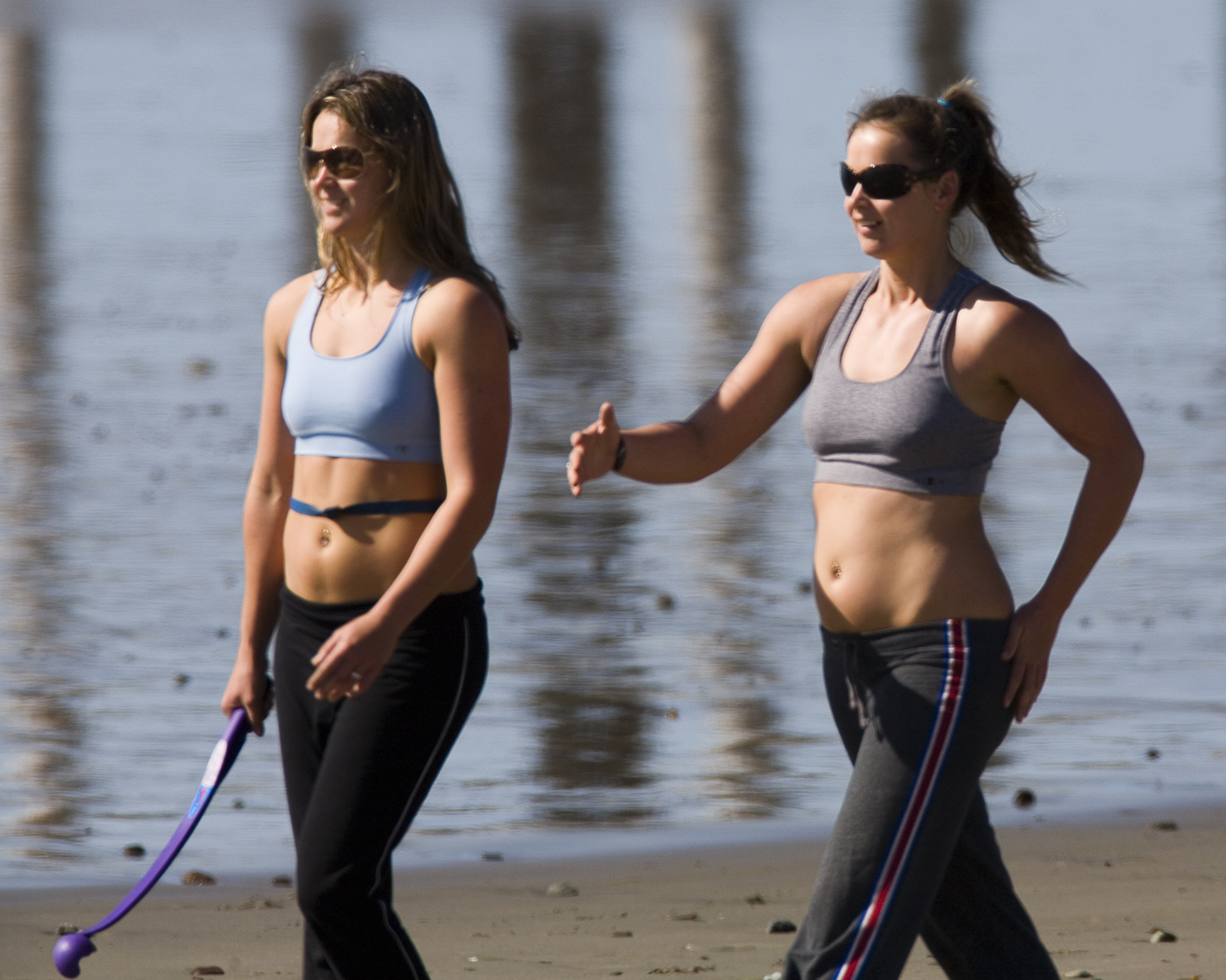
Biustonosz sportowy
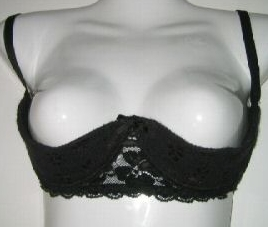
Cupless bra (półbiustonosz)